# MediaMonkey
MediaMonkey （メディアモンキー） は、Windows用の音楽管理ソフト。
MP3, AAC, MP4, Ogg, WMA,FLACなどの音楽ファイルを再生および管理できるソフトウェア。
また、CDのリッピングにも対応している他、Winamp用のプラグインの一部が使えるという特徴を持っている。
バックグラウンドでのメディアファイルの自動整理、ジャケット画像やトラック名を取得し保存する自動タグ機能など、メディアファイル管理ソフトとしても非常に有用である。自動整理や自動分類のほか、手動でメディアファイルのコレクションの分類を行うこともできる。また、メディアファイルの再生時には音量の自動調整を行う機能がある。
外部インターネットと連携した機能としては、楽曲情報やアルバム情報のWikipediaからの取得、メディアファイルがローカルにない場合のYoutube再生などがある。
基本的な機能はフリーウェアとして使用できるが、すべての機能を利用するには「Gold バージョン」に格上げする必要があり、Goldライセンスを購入して登録する必要がある。